# Suza (Kneževi Vinogradi)
Suza (mađarski: Csúza) je naselje u Baranji, općina Kneževi Vinogradi.

## Geografski položaj
Nalazi se na prometnom pravcu Osijek-Bilje-Vardarac-Lug-Grabovac-Kneževi Vinogradi-Suza.

## Stanovništvo
Prema popisu stanovništva iz 2001. godine Suza ima 636 stanovnika. Stanovništvo je većinom mađarske narodnosti. 
| broj stanovnika | 1061  | 1077  | 1079  | 1149  | 1130  | 1262  | 1201  | 1297  | 1159  | 1127  | 1077  | 963   | 884   | 792   | 636   | 567   | 423   |
|                 | 1857. | 1869. | 1880. | 1890. | 1900. | 1910. | 1921. | 1931. | 1948. | 1953. | 1961. | 1971. | 1981. | 1991. | 2001. | 2011. | 2021. |

## Gospodarstvo
Iznad Suze nalaze se zemljišta na kojima stanovništvo uzgaja pšenicu, ječam, kukuruz, suncokret, vinovu lozu, a ima i voćnjaka. U Suzi postoje i vinski podrumi, iako u manjem broju nego u susjednom Zmajevcu.
U Suzi se danas gnijezdi i nekoliko parova bijele rode. Ispod sela se nalazi Kopački rit gdje se nalazi puno endemskih i zaštićenih vrsta životinja i biljaka. Iznad sela se nalaze tri jezera koje uglavnom mlađima i djeci služe za plivanje ili ribolov.

## Šport
- NK Columbus 2005 Suza

U Suzi je od 1967. do 1978. godine postojao nogometni klub NK Vašaš.

## Galerija
- Obilne padaline u mjestu, 2. lipnja 2023.

## Vanjske poveznice
- Satelitska snimka